# Binnenstad

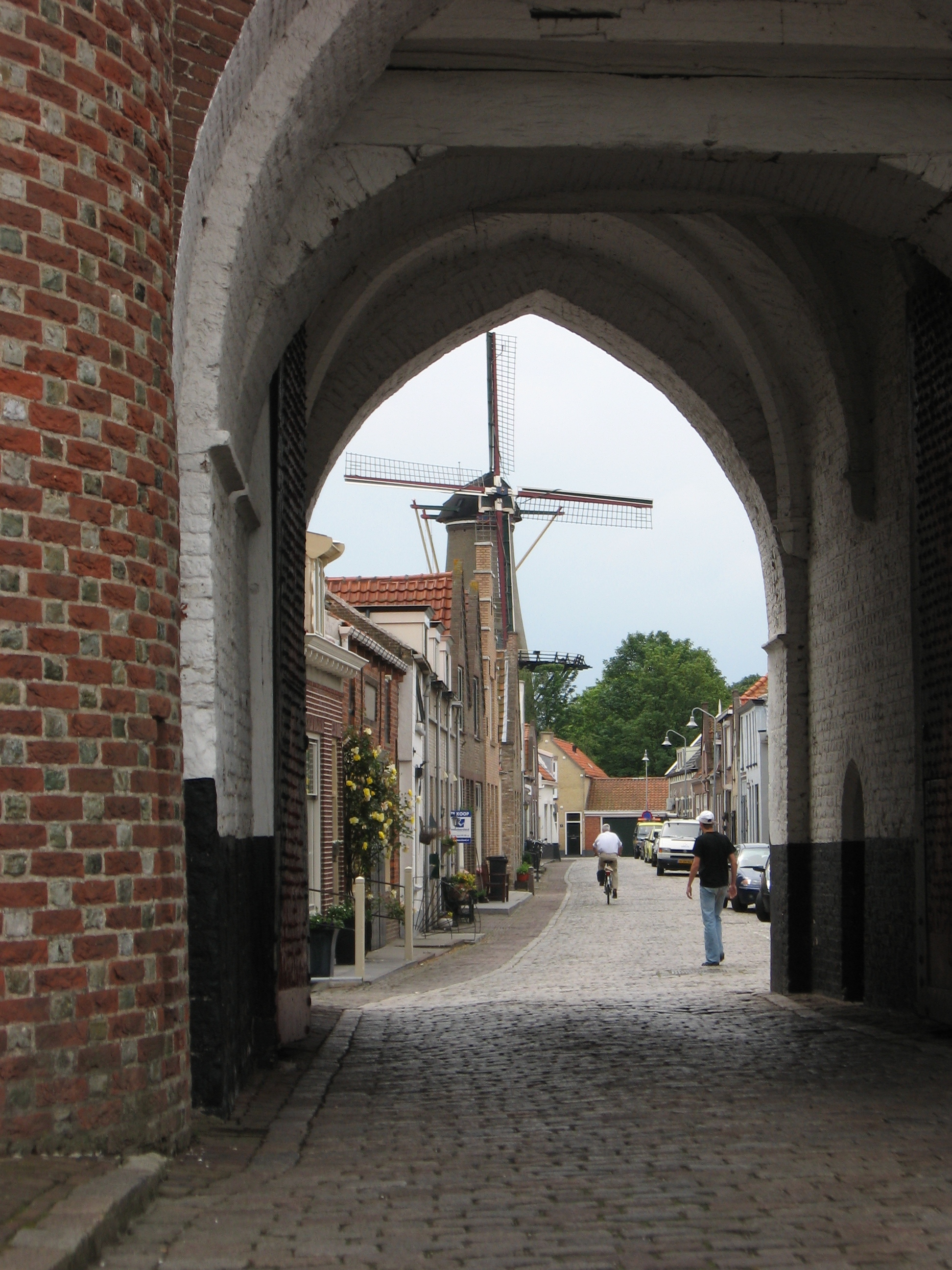
Doorkijk door de poort de stad in, naar 'binnen'. De foto is gemaakt bij de Nobelpoort in Zierikzee.

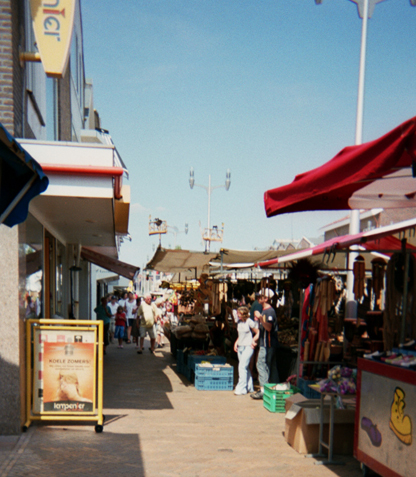
De binnenstad is vaak voorzien van winkels. Ook andere commerciële activiteiten, zoals een toeristische markt, worden hier vaak gehouden.

Een binnenstad, ook wel stadskern, stadscentrum of centrum of  dorpscentrum genoemd, is het (meestal historische) deel van een stad dat door de aanwezigheid van winkels en andere openbare voorzieningen de centrumfunctie vervult in een stad. De naam is afgeleid van het feit dat een stad zich vroeger binnen de muren (omwalling) bevond.
In veel steden is de binnenstad autoluw gemaakt om het verblijf van het langzame verkeer (voetgangers en fietsers) prettiger te maken.
Veel Europese binnensteden bevatten een historische kern met vlak daarbuiten een station en eventueel een zakencentrum. In de Verenigde Staten en een aantal andere landen bestaat in vrijwel geen enkele stad een historische kern en is de binnenstad te herkennen aan winkels en een zakencentrum met hoogbouw. Dit geldt eveneens voor veel steden in China, waar veel historische gebouwen zijn gesloopt. Om oorlogsredenen geldt dit voor Ieper, Rotterdam en veel Duitse steden, waaronder Dresden het meest vernoemd wordt.

## Lijst van binnensteden
Lijsten van binnensteden met een pagina op Wikipedia:

### Binnensteden in België
- Binnenstad van Brussel

### Binnensteden in Nederland
- Binnenstad van Almelo
- Binnenstad van Amersfoort
- Binnenstad van Amstelveen
- Binnenstad van Amsterdam
- Binnenstad van Apeldoorn
- Binnenstad van Arnhem
- Binnenstad van Breda
- Binnenstad van Den Haag
- Binnenstad van Delft
- Binnenstad van Dordrecht
- Binnenstad van Eindhoven
- Binnenstad van Enschede
- Binnenstad van Groningen
- Binnenstad van Gouda
- Binnenstad van Haarlem
- Binnenstad van Helmond
- Binnenstad van 's-Hertogenbosch
- Binnenstad van Hengelo
- Binnenstad van Hoorn
- Binnenstad van Kampen
- Binnenstad van Leeuwarden
- Binnenstad van Leiden
- Binnenstad van Lelystad
- Binnenstad van Maastricht
- Binnenstad van Meppel
- Middelburg
- Binnenstad van Nijmegen
- Binnenstad van Rotterdam
- Binnenstad van Schiedam
- Binnenstad van Sneek
- Binnenstad van Tilburg
- Binnenstad van Utrecht
- Binnenstad van Zoetermeer
- Binnenstad van Zwolle

### Binnensteden buiten deBenelux
- Binnenstad van Bern, Zwitserland
- Binnenstad van Bordeaux, Frankrijk
- Binnenstad van Frankfurt, Duitsland
- Binnenstad van Warschau, Polen
- Binnenstad van Paramaribo, Suriname